# Кавана, Брэд
Брэд Лью́ис Ка́вана (англ. Brad Lewis Kavanagh; 21 августа 1992, Уайтхейвен, Англия, Великобритания) — британский актёр и гитарист, автор песен. Известный по роли Фабиана Раттера в сериале «Обитель Анубиса», бывший ведущий канала «Дисней» в Великобритании, а также певец группы «FLYNT».

## Биография
Брэд родился в Уайтхэвене, городе на северо-западе Англии. В возрасте шести лет Кавана впервые заинтересовался выступлениями на сцене. Потом начал учиться вокалу и стал участником местной детской театральной группы. В девять лет сыграл в постановке пьесы Артура Миллера «Все мои сыновья» на сцене «Theatre By the Lake», где исполнил роль американца Берта. Затем, в 11 лет, Кавана был приглашён в качестве участника постановки «Билли Эллиот: Мюзикл» на лондонской сцене, где сыграл лучшего друга Билли ― Майкла.

## Карьера
С 2006 по 2010 гг. Брэд участвовал в детских телевизионных проектах, а также записал и снял три музыкальных клипа для одного британского телеканала, исполнил роль Дилана в телесериале «Звон колокольчиков».
В 2008 году Брэд Кавана был ведущим конкурса талантов «My High School Musical» на «Disney Channel UK». По итогам года Брэд был номинирован на детскую премию «BAFTA» в категории «Прорыв года».
В 2012 году снялся в одной серии британского сериала «Dani's House» в роли Марко. Также Брэд был номинирован на премию Nickelodeon «Kid’s Choice Awards UK», как лучший британский актёр, но проиграл Роберту Паттинсону.
С 2011 по 2013 играл одну из главных ролей сериала «Обитель Анубиса», который транслировался на канале Nickelodeon.
У Брэда контракт с «Red Door Management».

## Фильмография
| Год       |   | Русское название   | Оригинальное название | Роль          |
| --------- | - | ------------------ | --------------------- | ------------- |
| 2008      | ф | Звон колокольчиков | As the Bell Rings     | Дилан         |
| 2009      | с | Жизнь кусается     | Life Bites            | Брэд          |
| 2011      | с |                    | Dani's House          | Марко         |
| 2011—2013 | с | Обитель Анубиса    | House of Anubis       | Фабиан Раттер |
| 2015      | с |                    | Dani's Castle         | Тим           |

## Музыкальная карьера
Брэд начал свою музыкальную карьеру, записывая каверы на песни своих любимых исполнителей, а также записывает свои собственные песни.
Синглы:
- 2007: As The Bell Rings
- 2008: Right Time
- 2011: We Shall Overcome (исполнил песню с Тэси Данрадж)
- 2013: On My Mind

Собственные записи:
- 2011: Through; Over; You I See; Streetlights
- 2012: Be Mine Tonight; Always The Quiet Ones
- 2013: One In A Million; Window; On My Mind; Give Me A Moment

Каверы:
- 2008: Renee Sandstrom — Here I Am (OST «Camp Rock: Музыкальные каникулы»)
- 2011: Taio Cruz — Dynamite; John Mayer — Waiting on the World to Change; Travie McCoy Ft. Bruno Mars — Billionaire
- 2012: Nick Jonas & The Administration — Rose Garden; Ed Sheeran — Lego House; Michael Buble — Haven’t Met You Yet; John Mayer — Heartbreak Warfare; John Mayer — Vultures; Andrew Gold — Never Let Her Slip Away
- 2013: Justin Bieber — Heartbreaker; Ariana Grande — Right There; One Direction — The Story of My Life; Cher Lloyd feat. T.I. — I Wish

Видеоклипы:
- 2007: As The Bell Rings
- 2008: Here I Am; Right Time
- 2011: Waiting on the World to Change; We Shall Overcome (исполнил песню с Тэси Данрадж)
- 2012: Lego House
- 2013: On My Mind; Window (Acoustic Version); Always the Quiet Ones (Acoustic Version); Heartbreaker; The Story of My Life; I Wish